# Helicon (kráter)

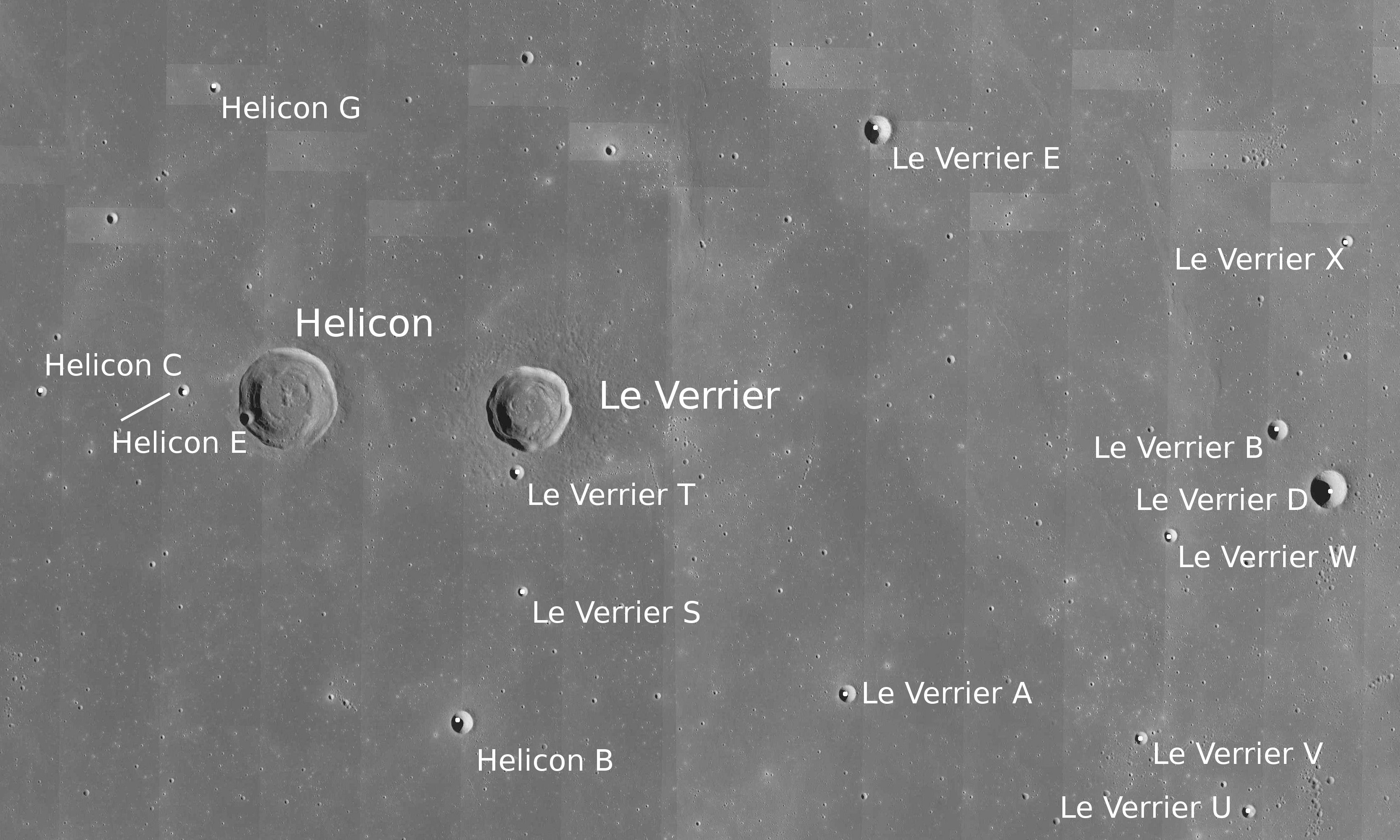
Krátery Helicon a Le Verrier.

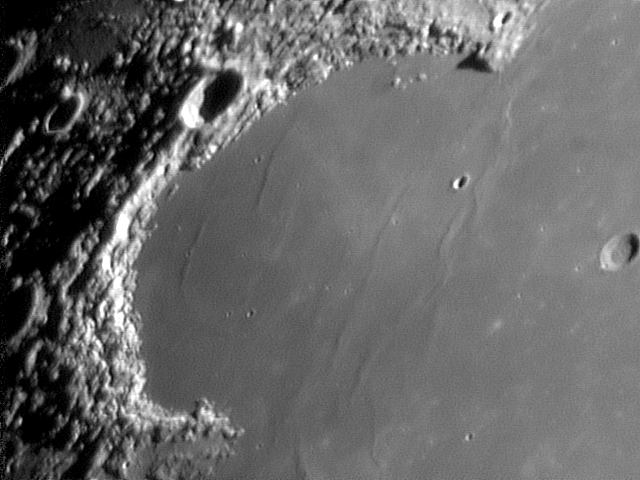
Měsíční záliv Sinus Iridum, kráter na pravém okraji uprostřed je Helicon. Jednolitá šedá plocha napravo je Mare Imbrium (Moře dešťů).

Helicon je měsíční impaktní kráter nacházející se v severní části Mare Imbrium (Moře dešťů) na přivrácené straně Měsíce. Má průměr 25 km a je hluboký 1,9 km, pojmenován je podle řeckého matematika a astronoma Helikóna z Kyziku. Jihozápadní část jeho okrajového valu je narušena menším satelitním kráterem.
Východně se v jeho blízkosti nachází jen o málo menší kráter Le Verrier, severozápadně leží oblast Sinus Iridum (Záliv duhy).

## Satelitní krátery
V okolí se nachází několik sekundárních kráterů. Ty byly označeny podle zavedených zvyklostí jménem hlavního kráteru a velkým písmenem abecedy.
| Helicon | Sel. šířka | Sel. délka | Průměr |
| ------- | ---------- | ---------- | ------ |
| B       | 38.0° S    | 21.3° Z    | 6 km   |
| C       | 40.1° S    | 26.2° Z    | 1 km   |
| E       | 40.5° S    | 24.1° Z    | 3 km   |
| G       | 41.7° S    | 24.9° Z    | 2 km   |